# Háfrónska

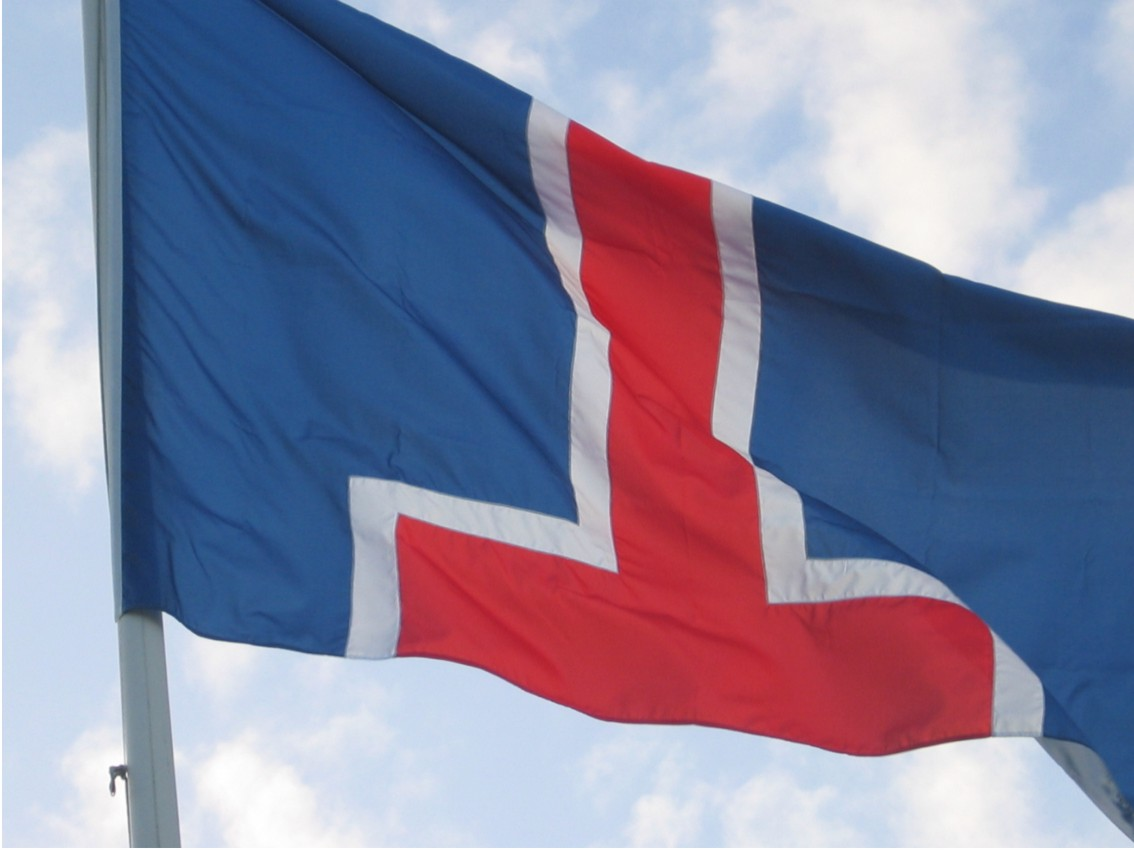
Högisländskans flagga, med Torshammaren istället för det kristna korset

Högisländska eller háfrónska (isländska: háfrónska eller háíslenska) är en konstgjord gren av isländska som är skapad av belgaren Jozef Braekmans, med syftet att avlägsna samtliga icke-isländska ord från det nutida isländska språket, vilket även innefattar egennamn och namn på platser. Hafronskans ordförråd beskrivs av dess skapare som en ytterligt språkren sammanställning av nyord och återupplivade ord ur fornisländskan. Hafronska är idag huvudsakligen ett hugskott av ett fåtal drivna eldsjälar med syftet att skapa ett slags isländska som är helt fritt från utländskt inflytande. Språket har ingen allmän ställning på Island och har fått ganska lite uppmärksamhet av nyhetsförmedlare. Namnet har bildats efter inflytande från högnorskan, en hävdtrogen skiftning av nynorska. Den första orddelen "hár" betyder "hög" och den andra kommer av "frón" som är en skaldisk benämning på Island.